# Sky News
Sky News – brytyjska telewizja informacyjna, pierwszy w Europie 24-godzinny kanał informacyjny należący do prywatnego nadawcy Sky plc.
Główna siedziba mieści się w Londynie. Stacja posiada 8 biur poza Wielką Brytanią: Bruksela, New Delhi, Dublin, Johannesburg, Jerozolima, Moskwa, Pekin i Waszyngton. Poza tym współpracuje z telewizjami na całym świecie w ramach News Corporation.
Sky News zatrudnia 50 osób występujących na antenie (reporterzy, prowadzący, prezenterzy) oraz 500 osób pracujących przy realizacji i produkcji (operatorzy, producenci, inżynierowie).
W październiku 2005 Sky News zostało zupełnie zmodernizowane i przeniesione do nowego budynku co spowodowało długotrwałe problemy techniczne i spadek oglądalności. Sky News jest nadawany panoramicznie w 16:9.

## Historia
26 kwietnia 1982 roku ruszyła paneuropejska usługa Satellite Television Ltd. (SATV). Pierwszymi odbiorcami programów satelitarnych były Norwegia i Francja a następnie Malta i Szwajcaria. W krótkim czasie dołączyły Niemcy Zachodnie. 27 czerwca 1983 roku ponad połowę udziałów w SATV posiadała brytyjska firma wydawnicza News International, a 16 stycznia 1984 roku SATV zmieniła nazwę na SKY CHANNEL. Jej właścicielami byli Rupert Murdoch i Jardin Owens.
Ze względu na wysokie koszty transmisji sygnału przez pośredników z sieci kablowych, Rupert Murdoch postanowił nadawać programy bezpośrednio przy pomocy anten i dekoderów. Pierwsze rozmowy prowadzone były z francuskim TDF, następnie z British Satellite Broadcasting. Negocjacje się nie powiodły, Murdoch stworzył więc własną sieć. 8 czerwca 1988 roku ogłosił czterokanałową usługę z wykorzystaniem systemu satelitarnego Astra, który wydzierżawił na 10 lat. 5 lutego 1989 roku, o godzinie 18:00 ruszyła Sky Television z kanałami:
- Sky Channel (31 lipca zmienił nazwę na Sky One)
- Sky News
- Sky Movies
- Eurosport

Sky News był jedynym, całodobowym kanałem informacyjnym w Wielkiej Brytanii. Architekt John O`Loan zaprojektował nowe studio w siedzibie firmy w Isleworth, które wyposażone zostało w najnowocześniejszy sprzęt. Na wizji jako pierwsi pokazali się Penny Smith i Alastair Yates. W wiadomościach, które trwały 22 minuty, przekazali najnowsze informacje. Następnego dnia, 6 lutego 1989 roku, witali widzów w codziennym porannym programie "Sunrise".

## Ramówka
W ramówce, poza serwisami informacyjnymi, pojawia się dużo programów autorskich o różnych porach dnia. W weekendy na antenie pojawiają się dwa dwugodzinne programy autorskie. Przy czym sobotni poświęcony jest rozrywkowym tematom, a niedzielny to głównie rozmowy z politykami w studiu.
W weekendy ramówka jest uzupełniana o programy poświęcone show-biznesowi, kulturze, tematom popularnonaukowym. Na poszczególne programy bardzo duży wpływ mają osobowości poszczególnych prowadzących (anchorów), którzy narzucają specyficzny charakter prowadzonych programów.
Sky News ma bardzo rozbudowany serwis internetowy z dostępem do wszystkich materiałów video emitowanych na głównej antenie oraz nadaje transmisje live.